# Joan Sangres Serarols
Joan Sangres Serarols (Sabadell, 22 de març de 1908 – Buenos Aires, 16 de febrer de 1979) va ser un polític català.

## Biografia
Polític, regidor a l'Ajuntament de Sabadell per Acció Catalana Republicana (ACR), partit d'esquerra moderada, els seus afiliats provenien de la burgesia o de professions liberals i classes mitjanes. A les eleccions de 1933 va ser la tercera força a l'Ajuntament de Sabadell, tenia la seva seu a la Rambla cantonada amb carrer Lacy.
Regidor de Sanitat i Assistència Social a l'Ajuntament constituït el 17 d'octubre de 1936, juntament amb el conseller d'aquesta àrea, Manuel Farràs Baró, s'encarregaren del Comitè Comarcal d'Ajuda als Refugiats durant la Guerra Civil, creada per l'alcalde Josep Moix el 7 d'octubre de 1936. A finals de 1936 el Comitè anunciava la presència de 541 refugiats sota el seu control i 58 instal·lats a la Granja Escola Camperola situada a la masia de Ca n'Arguelaguet) portada per la CNT-FAI i el mestre membre d'aquesta, Edgardo Ricetti. A l'octubre de 1937 el nombre de refugiats ja superava els mil tres-cents i el desembre de 1938 havien augmentat fins a arribar als 1677 (2). Arrel dels fets de maig de 1937, durant el Ple extraordinari del 22 de maig, va ser un dels regidors juntament amb Sebastià Arderius (ERC), Manuel Farràs (FLS-UGT), Joan Masferrer (Unió de Rabassaires) i Vicenç Santonja (PSUC), que va proposar l'expulsió del consistori del conseller de la CNT-FAI, Bru Lladó, per col·laboració amb la subversió (3), tant Bru Lladó com els membres de la CNT-FAI i del POUM van acabar sent expulsats del consistori.
Va participar en la direcció del Full Oficial, publicació gratuïta que s'encarregava de la propaganda política de les forces del Front Popular a la ciutat durant la Guerra Civil. Oficialment primer es va anomenar Comissariat de Propaganda, primer com a apèndix a les tasques del Comitè Local de Defensa de les Milícies Antifeixistes, després com a organisme vinculat a la UGT i, finalment, com una delegació de la Generalitat de Catalunya anomenada Comissariat de Propaganda del Vallès Occidental. La seu del Full Oficial es trobava a la casa del líder lligaire Ramon Picart que havia fugit de la ciutat per por de repressàlies de les forces d'esquerres.